# كارلوس ألبرتو سانشيز روميرو
كارلوس ألبرتو سانشيز روميرو (بالإسبانية: Carlos Alberto Sánchez Romero)‏ (13 فبراير 1980 بمدينة مكسيكو في المكسيك - ) هو لاعب كرة قدم مكسيكي في مركز الدفاع. لعب مع نادي أمريكا ونادي سان لويس.

## وصلات خارجية
- كارلوس ألبرتو سانشيز روميرو على موقع إي إس بي إن إف سي (الإنجليزية)
- كارلوس ألبرتو سانشيز روميرو على موقع قاعدة بيانات كرة القدم.إي يو (الإنجليزية)